# История одного мальчика
«История одного мальчика» (англ. A Boy's Own Story) — автобиографический роман Эдмунда Уайта, первая часть его автобиографической трилогии, продолжением которой являются новеллы «Красивая комната пуста» и «Прощальная симфония».

## Содержание
Повествование в романе ведётся от лица безымянного рассказчика, пятнадцатилетнего подростка, который размышляет о своём трудном детстве в 1950-х годах с чувством нежности и тоски.
Его родители разведены. Вынужденный терпеть насмешки со стороны безжалостной сестры и одноклассников, он пытается сохранить самоуважение и чувство собственного достоинства, погружаясь в мир литературы, искусства и собственных фантазий. Подросток рассказывает о своих отношениях с двенадцатилетним другом Кевином. Несмотря на свой возраст, Кевин в них играет лидирующую роль. Рассказчика очень беспокоит то, что привязанность к другу усиливается и переходит в разряд физического влечения. Встречи между подростками становятся всё реже и уходят на задний план. А юноша продолжает анализировать свою гомосексуальность.

## Литературное значение и критика
Профессор английского языка Ратгерского университета Кэтрин Стимпсон на странице издания The New York Times отметила, что роман сочетает в себе элементы «Над пропастью во ржи» Сэлинджера и «De Profundis» Оскара Уайльда.